# Fabrice Notari
Pour les articles homonymes, voir Notari.
Fabrice Notari est un homme politique monégasque. Il est membre du Conseil national de 2008 à 2013, et depuis 2018,.
Depuis juillet 2019, il est président de la commission pour le suivi de la négociation avec l’Union européenne (UE).

## Biographie
Architecte de formation, il a notamment créé le pavillon de Monaco de l'exposition universelle de 1992,.
Il a en outre participé sous les couleurs de Monaco aux Jeux olympiques d'hiver de 1988, comme skieur alpin.